# Comuna Gălănești, Suceava
Gălănești este o comună în județul Suceava, Bucovina, România, formată din satele Gălănești (reședința) și Hurjuieni. Ea este situată în apropierea orașului Rădăuți, pe drumul spre Mănăstirea Putna. Aici se află un important centru de creație al Academiei Române.

## Demografie
Componența etnică a comunei Gălănești
     Români (90,32%)
     Ucraineni (3,31%)
     Alte etnii (0,11%)
     Necunoscută (6,26%)
Componența confesională a comunei Gălănești
     Ortodocși (78,92%)
     Martori ai lui Iehova (5,21%)
     Penticostali (3,76%)
     Creștini de rit vechi (2,23%)
     Alte religii (3,02%)
     Necunoscută (6,85%)
Conform recensământului efectuat în 2021, populația comunei Gălănești se ridică la 2.685 de locuitori, în creștere față de recensământul anterior din 2011, când fuseseră înregistrați -1 de locuitori. Majoritatea locuitorilor sunt români (90,32%), cu o minoritate de ucraineni (3,31%), iar pentru 6,26% nu se cunoaște apartenența etnică. Din punct de vedere confesional, majoritatea locuitorilor sunt ortodocși (78,92%), cu minorități de martori ai lui Iehova (5,21%), penticostali (3,76%), creștini de rit vechi (2,23%) și altele (1,86%), iar pentru 6,85% nu se cunoaște apartenența confesională.

## Politică și administrație
Comuna Gălănești este administrată de un primar și un consiliu local compus din 13 consilieri. Primarul, Liviu Mironescu[*], de la Partidul Social Democrat, este în funcție din 2000. Începând cu alegerile locale din 2024, consiliul local are următoarea componență pe partide politice:
|  | Partid                          | Consilieri | Componența Consiliului | Componența Consiliului | Componența Consiliului | Componența Consiliului | Componența Consiliului |
|  | ------------------------------- | ---------- | ---------------------- | ---------------------- | ---------------------- | ---------------------- | ---------------------- |
|  | Partidul Social Democrat        | 5          |                        |                        |                        |                        |                        |
|  | Alianța Dreapta Unită           | 3          |                        |                        |                        |                        |                        |
|  | Partidul Național Liberal       | 2          |                        |                        |                        |                        |                        |
|  | Alianța pentru Unirea Românilor | 1          |                        |                        |                        |                        |                        |
|  | Partidul Puterii Umaniste       | 1          |                        |                        |                        |                        |                        |
|  | Partidul Patrioților            | 1          |                        |                        |                        |                        |                        |

## Recensământul din 1930
Componența etnică a comunei Gălănești
     Români (96,6%)
     Germani (1,6%)
     Evrei (1%)
     Altă etnie (1,8%)
Componența confesională a comunei Gălănești
     Ortodocși (97,4%)
     Romano-catolici (1,2%)
     Mozaici (1%)
     Altă religie (0,4%)
Conform recensământului efectuat în 1930, populația comunei Gălănești se ridica la 992 locuitori. Majoritatea locuitorilor erau români (96,6%), cu o minoritate de germani (1,6%) și una de evrei (1,0%). Alte persoane s-au declarat: ruteni (1 persoană), ruși (1 persoană). Din punct de vedere confesional, majoritatea locuitorilor erau ortodocși (97,4%), dar existau și romano-catolici (1,2%) și mozaici (1,0%). Alte persoane au declarat: greco-catolici (1 persoană), evanghelici\luterani (4 persoane), alte religii (4 persoane).